# والتر أندرسون (كاتب)
والتر أندرسون (بالروسية: Андерсон, Вальтер Николаевич)‏ (و. 1885 – 1962 م) هو كاتب، وأكاديمي، وعالم عملات، ومؤرخ أدبي، وعامل في التراث الشعبي من الإمبراطورية الروسية، وإستونيا، وألمانيا، ولد في مينسك، كان عضوًا في الأكاديمية البروسية للعلوم (منذ 10 ديسمبر 1936)، توفي في كيل، عن عمر يناهز 77 عاماً، بسبب حادث مرور.

## التعليم
تعلم في جامعة فريدرش فيلهيلم في برلين (1911–1912)، وتعلم في جامعة سانت بطرسبرغ الحكومية، وتحصل منها على ماجستير ‏ (1909–1911)، وتعلم في Kazan Gymnasium ‏، وتعلم في جامعة قازان
.

## جوائز
حصل على جوائز منها:

نيشان النجم الأبيض من الدرجة الثالثة ‏ (1938)